# Wiaczesław Michelson
Wiaczesław Eduardowicz Michelson, ros. Вячеслав Эдуардович Михельсон (ur. 10 października 1891 r. w Sankt Petersburgu, zm. ?) – radziecki wojskowy (major), oficer Rosyjskiej Armii Wyzwoleńczej, szef 2 wydziału oddziału operacyjnego sztabu Sił Zbrojnych Komitetu Wyzwolenia Narodów Rosji.
W 1914 r. ukończył 4-miesięczne kursy przy nikołajewskiej szkole inżynierskiej. Otrzymał stopień podporucznika. Brał udział w I wojnie światowej. Służył jako młodszy oficer do specjalnych poruczeń w sztabie 9 Armii. Na pocz. maja 1919 r. został zmobilizowany do wojska bolszewickiego. Objął dowództwo plutonu 18 Samodzielnej Kompanii Kolejowej. W poł. czerwca tego roku został zastępcą dowódcy kompanii, zaś na pocz. grudnia zastępcą dowódcy 18 Samodzielnego Dywizjonu Kolejowego. Od poł. czerwca 1920 r. dowodził dywizjonem. Na pocz. maja 1921 r. objął funkcję zastępcy dowódcy 12 Samodzielnego Pułku Kolejowego. Od pocz. czerwca tego roku pełnił obowiązki dowódcy pułku. Na pocz. marca 1923 r. został zastępcą dowódcy batalionu pułku. W poł. czerwca tego roku objął funkcję zastępcy 5 Samodzielnego Batalionu Kolejowego. Od końca września był zastępcą dowódcy 17 Samodzielnego Batalionu Kolejowego, zaś od pocz. października 1924 r. dowódcą batalionu. Od końca listopada tego roku pełnił funkcję zastępcy szefa zarządu kronsztackich kolei wojskowych. Na pocz. października 1926 r. powrócił na stanowisko dowódcy 5 Samodzielnego Batalionu Kolejowego. W 1930 r. ukończył instytut budowlany. Od poł. lutego 1932 r. pełnił funkcję szefa sztabu 5 Budowlanego Pułku Kolejowego. W poł. lutego 1934 r. został zastępcą do spraw technicznych 24 Budowlanego Pułku Kolejowego. W 1936 r. awansował do stopnia kapitana. W styczniu 1937 r. skierowano go do rezerwy Korpusu Specjalnego Armii Czerwonej. Wkrótce został szefem wydziału analitycznego oddziału planowania korpusu. Od poł. stycznia 1939 r. był starszym inżynierem oddziału planowania korpusu. W 1940 r. awansował na majora. Od końca lutego 1941 r. pełnił funkcję szefa wydziału zaopatrzenia wojskowo-technicznego oddziału zabezpieczenia technicznego sztabu 13 Samodzielnej Brygady Kolejowej. Następnie został szefem oddziału materialno-eksploatacyjnego sztabu brygady. Pod koniec września tego roku dostał się do niewoli niemieckiej. Przebywał w różnych obozach jenieckich. W 1943 r. wstąpił do Rosyjskiej Armii Wyzwoleńczej (ROA). Od listopada 1944 r. był szefem 2 wydziału oddziału operacyjnego sztabu Sił Zbrojnych Komitetu Wyzwolenia Narodów Rosji. Na pocz. 1945 r. awansował na podpułkownika. Na pocz. maja tego roku wraz z częścią oddziałów „własowskich” i sztabem poddał się Amerykanom. Był osadzony w kilku obozach jenieckich. Prowadził w nich aktywną agitację przeciwko repatriacji do ZSRR. Dalsze jego losy są nieznane.